# 3 Brygada Artylerii (II RP)
3 Brygada Artylerii Legionów (3 BA Leg.) – brygada artylerii Wojska Polskiego II RP.

## Formowanie i uzbrojenie
Brygada była organiczną jednostką artylerii 3 Dywizji Piechoty Legionów.
Na początku grudnia 1919 dysponowała dziesięcioma bateriami polowymi, w tym dwoma wyposażonymi w 80 mm działa austriackie, dwie wyposażone w 100 mm haubice austriackie, dwie z trzycalowymi armatami rosyjskimi i jedna z działami francuskimi 75 mm. Trzy pozostałe baterie brygady wspierały Dywizję Litewsko-Białoruską, której artyleria
nie osiągnęła jeszcze gotowości bojowej. Brygada miała w pełni skompletowany personel.
Na dzień 1 maja 1920 dysponowała 28 działami polowymi i 4 działami ciężkimi.

## Dowódcy brygady
- płk SG Ignacy Kazimierz Ledóchowski (1 IX 1919[3] - 13 IV 1920 → dowódca 14 BA)
- płk Antoni Heinrich (od 13 IV 1920 ← dowódca 14 BA)
- płk Stanisław Miller (14 X 1920 – )[4]
- płk Wiktor Poźniak

## Organizacja pod koniec 1919
- dowództwo 3 Brygady Artylerii
- 3 pułk artylerii polowej Legionów w składzie 8 baterii (6 bateria - w głębi kraju)
- 3 pułk artylerii ciężkiej w składzie 4 baterii (4 bateria wchodziła w skład Dywizji Górskiej, 6 bateria - w głębi kraju)